# 세키가와촌 (에히메현)
세키가와촌(関川村)은 에히메현 우마군에 설치된 촌이다. 